# 葉龍 (明朝)
葉龍（？—？），字乾甫，號沋湖，江西南昌府南昌縣葉家橋人，民籍，明朝政治人物。

## 生平
江西鄉試第四名舉人。嘉靖三十二年（1553年）中式癸丑科三甲第一百五十三名進士。吏部观政，丁忧归，起复授南礼部主事，升郎中，历山东济南府同知，隆慶元年（1567年）升雲南按察司佥事。

## 家族
曾祖葉九衢，縣主簿；祖父葉岡，典史 贈文林郎知县；父葉稠，府同知，贈主事。母閔氏（封孺人）。弟葉從龍（监生）。